# Részleges ficam

A részleges ficam vagy szubluxáció (latin:subluxatio) egy ízület vagy szerv részleges elmozdulása. A megfelelő érintkező felszínek csak részlegesen tartják meg egymáshoz viszonyított anatómiai helyzetüket. A valódi ficam során ezzel szemben megszűnik az érintkezés az ízfelszínek között.
Létezik továbbá a  kiropraktikai- vagy részleges csigolyaficam. Ezt a kifejezést a csontkovácsok használják. Az Egészségügyi Világszervezet (WHO) meghatározza úgy az orvosi-, mint a kiropraktikai részleges ficam fogalmát, és egy lábjegyzetben kitér arra, hogy az orvosi részleges ficam egy „jelentős strukturális elmozdulás, ezért statikus képalkotó eljárásokkal észlelhető."

## Lásd még
- Ficam